# 怀本堂
怀本堂為上海由浸信会創建的一座老教堂，位于今长宁区法华镇路681弄5号，定西路口西北侧（1957年时地名为法华镇候家弄10号）。
1934年，上海总商会主席、上海公共租界工部局华董、第一浸会堂执事赵晋卿由于夫人鄔漱隱病重，奉献法华镇一块近一亩的土地，兴建1幢教堂，名为怀本堂。1935年11月，怀本堂建成，举行献堂典礼。怀本堂是长宁区最大的基督教堂。
怀本堂的第一位中国牧师是张厚基，1941年开始负责该堂。
在孤岛时期，法华镇所在的越界筑路地区被划为英军防区，大批难民聚集于此。怀本堂为难童开办义务识字班，在台风季节也会免费接纳难民暂住。
1958年，在献堂献庙高潮中，怀本堂被关闭，房屋被献给人民政府，由中华制药厂使用，信徒参加长宁区联合礼拜。   
怀本堂建筑幸存至今，被中华制药厂用作食堂。